# Repatriierungslager in Goldberg

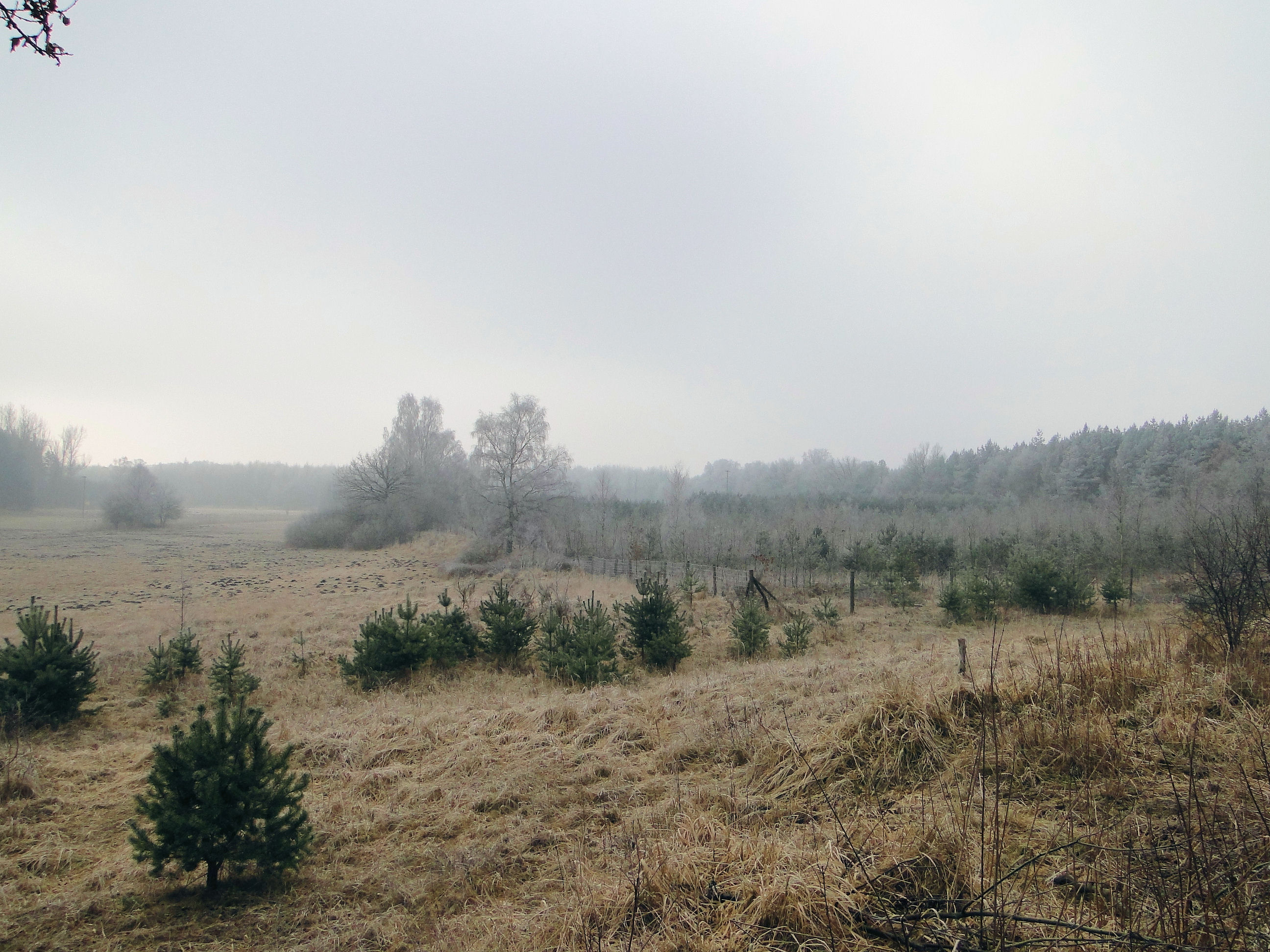
Schwinzer Heide (2011)

Das Repatriierungslager Nr. 217 in Goldberg war 1945 ein Prüf- und Filtrationslager für sowjetische Kriegsgefangene und Bürger vor der Rückführung aus Mecklenburg. Das Lager befand sich am Hellberg bei Goldberg (Mecklenburg).

## Hintergrund

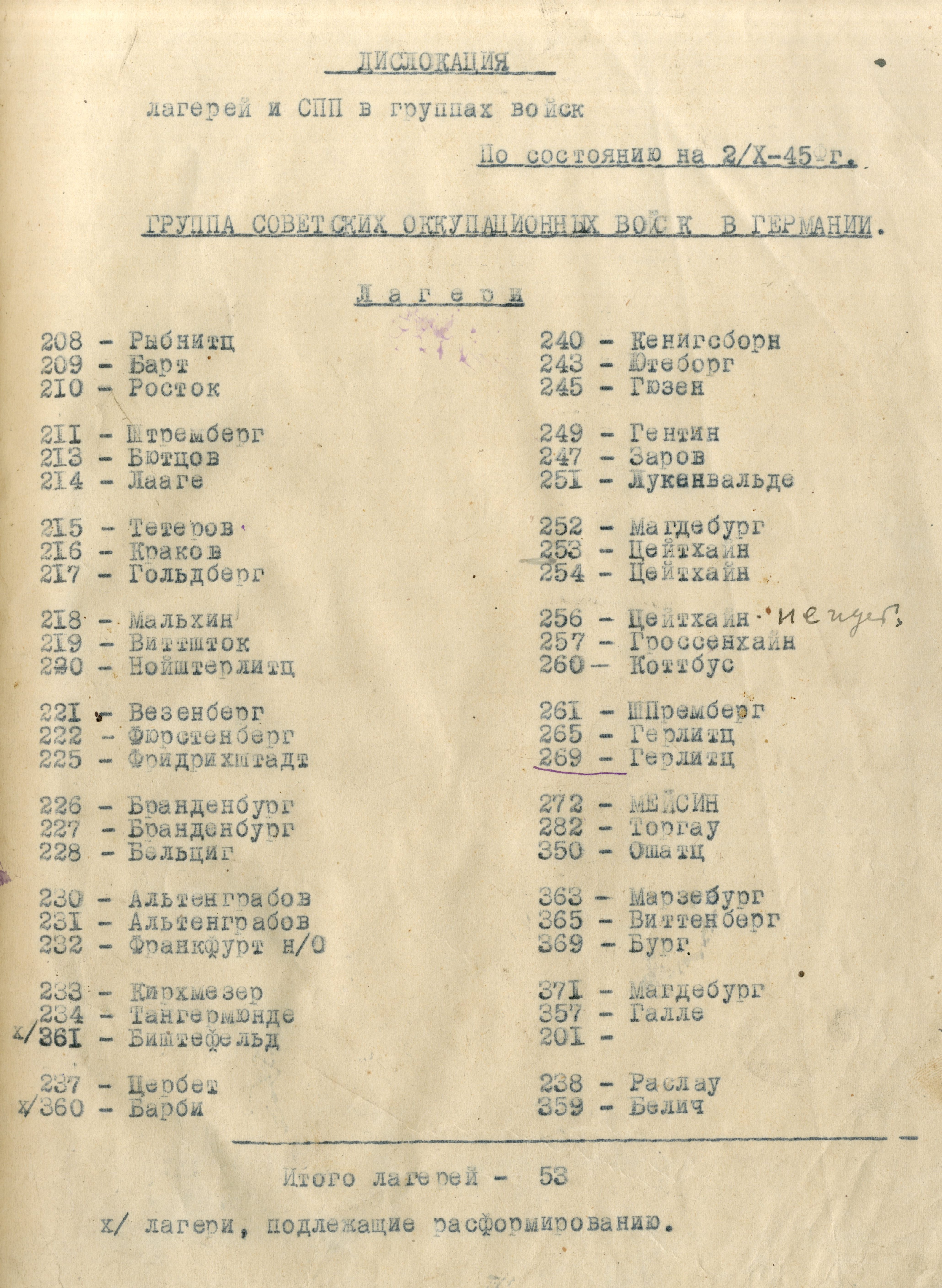
Liste der Repatriierungslager für Bürger der UdSSR in der sowjetischen Besatzungszone Deutschlands, 2. Oktober 1945, Staatsarchiv der Russischen Föderation, Moskau (1945)

Im Herbst 1945 gab es auf dem Territorium der Sowjetischen Besatzungszone 53 Repatriierungslager für die Bürger der Sowjetunion. Davon gab es 14 Lager im heutigen Land Mecklenburg-Vorpommern: Lager 208 Ribnitz, Lager 209 Barth, Lager 210 Rostock, Lager 211 Sternberg, Lager 213 Bützow, Lager 214 Laage, Lager 215 Teterow, Lager 216 Krakow am See, Lager 217 Goldberg, Lager 218 Malchin, Lager 219 Wittstock/Dosse, Lager 220 Neustrelitz, Lager 221 Wesenberg und Lager 222 Fürstenberg/Havel. Ehemalige Kriegsgefangene wurden in allen Lagern von Zivilisten getrennt untergebracht.
Nach einer Kirchenchronik des Pastors Sigurd Havemann (1943–2013) wurden in Dobbin (Lager 216, Krakow am See) vier- bis sechstausend russische „Heimkehrer“ verfrachtet. Sowohl die deutsche als auch die russische Quellenlage ist für beide Lager dürftig.
In der Deutschen Demokratischen Republik war das Thema ein Tabu.

## Geschichte

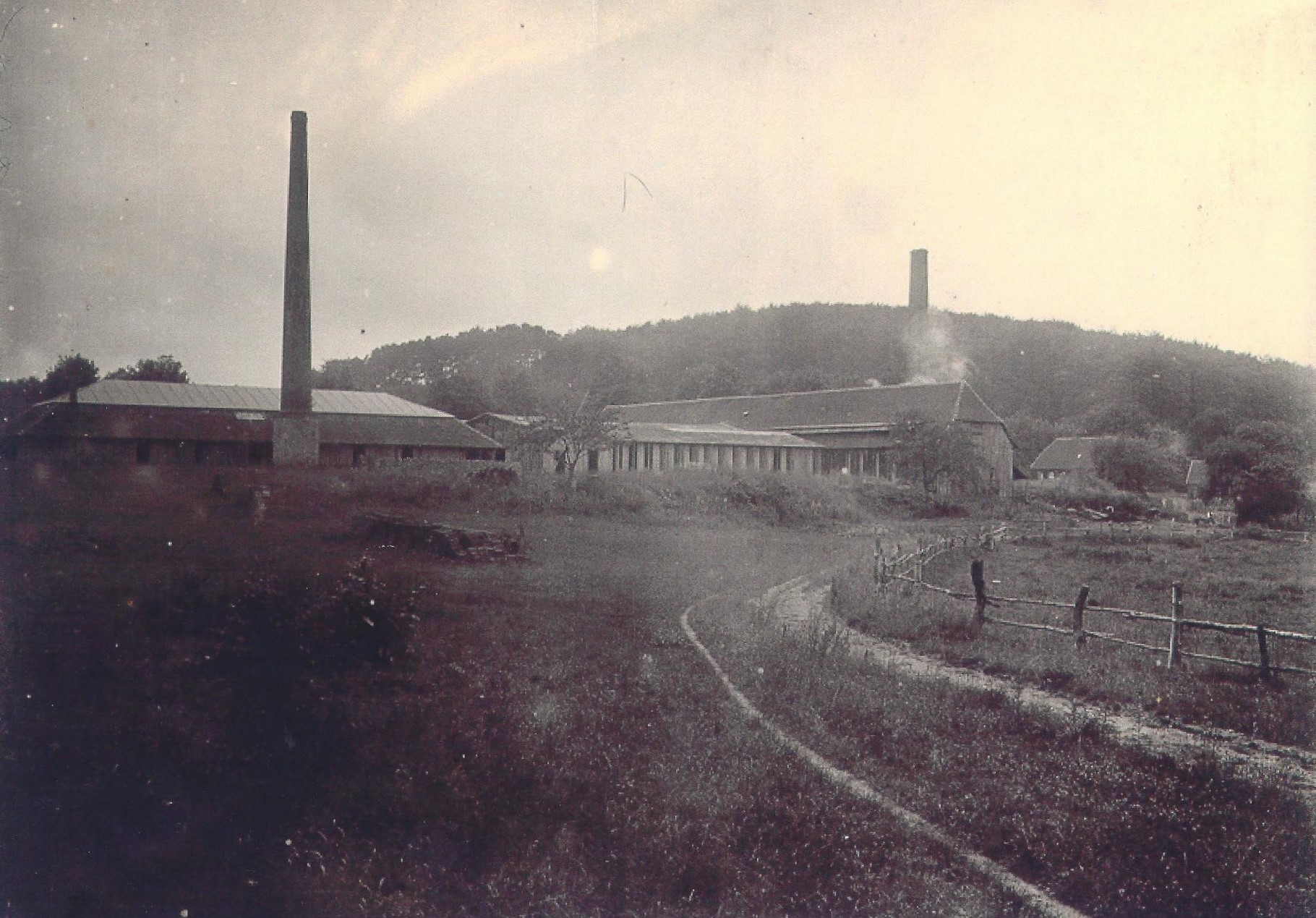
Hellberg-Ziegelei (1940)

Auf dem Gelände der Hellberg-Ziegelei, vor allem aber auf dem Terrain von dort bis Richtung Pensionat Seelust am Strand des Goldberger Sees, hatten die 2. Stoßarmee ab dem 8. Mai 1945 ein riesiges Lager erbaut, bestehend aus 273 Baracken und Bretterschuppen, Anteile mit Mauersteinen. Der Standort dieses Lagers war in etwa der, auf welchem ab 1963 die Gebäude für die NVA-Kaserne des Panzerregiments 8 erbaut wurden. Hier stand zuvor ein Tannenwald, die die Russen nur teilweise abholzten. Die hier als Baracken benannten Behausungen waren (die für Russland typischen) Blockhäuser. Für das benötigte Holz hatte man beim Ossenbarg, also nahe Alt Schwinz in Richtung Bossow, einen großen Kahlschlag gemacht, denn auch Brennholz wurde im Winter gebraucht. Die Dächer der Hütten wurden mit grünem Schilfrohr bedeckt. Die Hellberg-Ziegelei war schon 1940 in Konkurs. Kriegsbedingt produzierten die meisten Ziegeleien ohnehin schon nicht mehr. Die Russen demontierten sämtliches Holz der Ziegeleigebäude, vor allem wohl die Trockenschuppen und das Dach des Brennofens. Der Brennofen selbst blieb noch stehen, ist aber, nachdem das Lager aufgelöst worden ist, auf Abbruch verkauft worden. Der Schornstein stand noch bis Ende der 1950er Jahre. Der Kommandant des Lagers wohnte in der Gastwirtschaft „Wilhelmshöh“ von Wilhelm Busacker, Am Strande, also rechts neben der Pension „Seelust“. Die anfänglich vielen Diebstähle, vor allem von Vieh, legten sich bald. Der Bedarf an Nahrungsmitteln war sehr groß. So hatte man von den Gütern viele Kühe und Ochsen auf die Koppel zwischen der Ziegelei und der Lüschow gebracht. Wie viele sowjetische Kriegsgefangene hier durchgeschleust wurden, ist unklar. Ständig kamen neue Schübe und die anderen marschierten nach Bossow. Dort hatte das Klosteramt Dobbertin einen Gleisanschluss an die Bahnstrecke Güstrow–Meyenburg. Von Bossow wurden die entlassenen Gefangenen in ihre Heimat gebracht. Auch die sowjetischen Kriegsgefangenen vom Repatriierungslager 216 nahe Dobbin nahe Krakow am See wurden in Bossow verladen.
Im Aktenbestand des Stadtarchivs Goldberg wurden unter Städtische Bauten einige Schriftstücke und Handzettel in russischer Schrift gefunden. Darunter ein Zettel ohne Datum, vom Schreiber Berdnikow an den Goldberger Bürgermeister Heinrich Zehbuhr mit der Bitte, fünf Mädchen für die Arbeit in der Küche des Lagers 217 zur Verfügung zu stellen. Ein weiteres Schreiben des Leiters der Abteilung Truppendienst des Lagers 217 des Volkskommissariats für Verteidigung, Major Timoschtschuk, an den Kommandanten der Stadt Goldberg vom 17. Juni 1945 mit der Bitte, an den Offizier Suslin eine Decke, ein Feldbett, ein Kissen, zwei Bettlaken und zwei Bettbezüge auszuhändigen. Das Schreiben wurde an den Bürgermeister Zehbuhr weiter geleitet. Ein Schreiben des Leiters der Überprüfungs- und Filtrationslagers, Hauptmann Orlow, an den Bürgermeister von Goldberg mit der Bitte, dem Lager 217 am 26. Juni 1945 fünf Paar Pferde für fünf Tage für den Transport von Kartoffeln zur Verfügung zu stellen. Notiz unten: die Herausgabe von fünf Paar Pferden wurde vom Stadtkommandanten am 25. Juni 1945 genehmigt.
Aufgrund des Befehls des Oberbefehlshabenden der SMAD Nr. 046 vom 26. Oktober 1945 hat die 2. Stoßarmee die Unterkünfte und die Ausrüstung der oben aufgelisteten Repatriierungslager an die SMAS Mecklenburg zwecks Unterbringung von deutschen Flüchtlingen übergeben. Da es sich bei diesen Lagern um beheizbare Steinbauten handelte, wurden durch den Leiter der Verwaltung Kommandanturdienst der SMAD, Generalmajor Gorchow, das Lager Nr. 217 Goldberg als Barackenlager nicht mit aufgeführt. Die Vollzugsmeldung erfolgte schon am 9. November 1945.

### Sowjetische Kriegsgefangene ab 1941

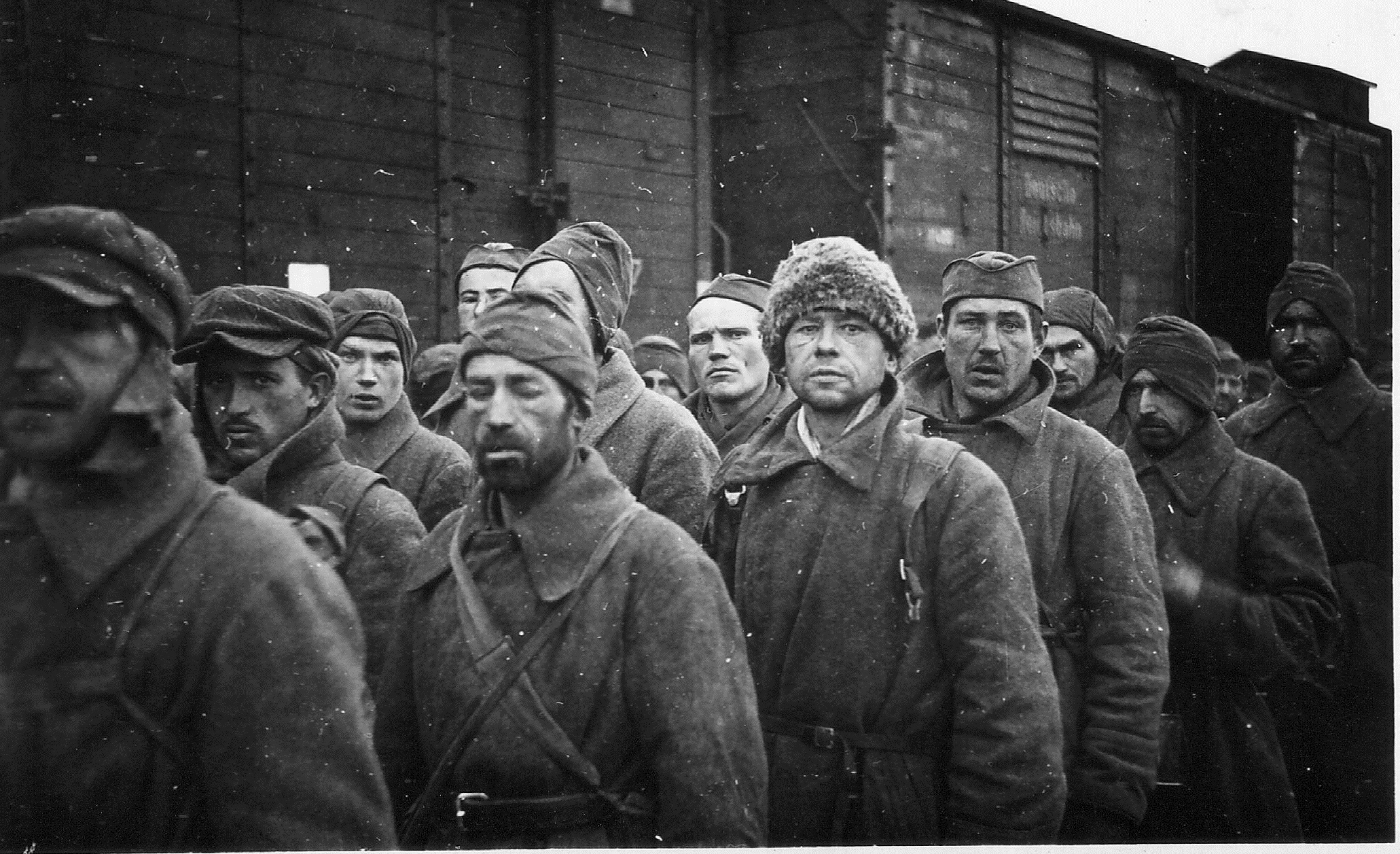
Ankunft sowjetischer Kriegsgefangener aus Stalag II A in Teterow (1941)

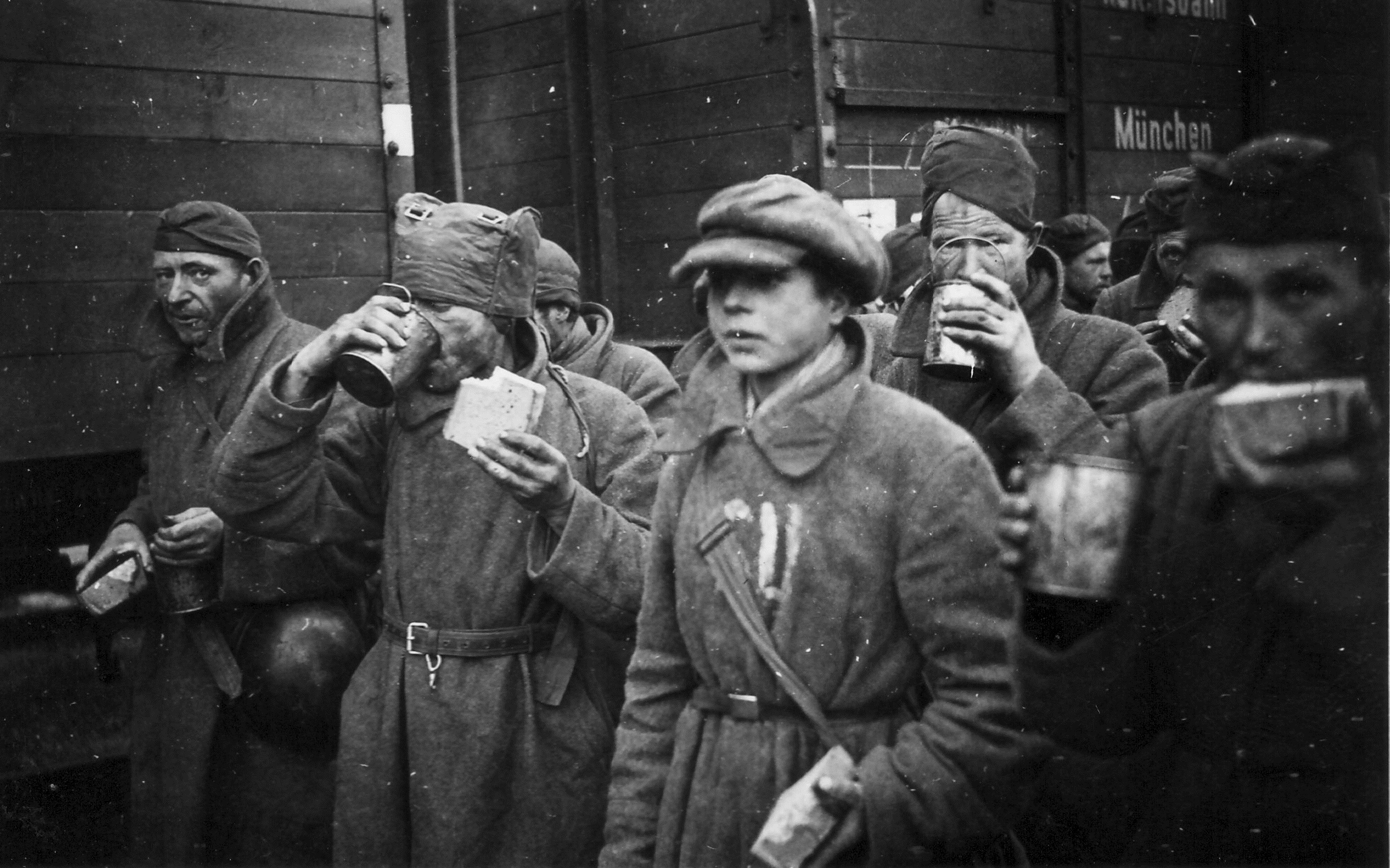
Ankunft sowjetischer Kriegsgefangener aus Stalag II A in Teterow (1941)

Als die Wehrmacht am 22. Juni 1941 den Deutsch-Sowjetischen Krieg begann und in Russland einmarschierte, verzeichnete die Heeresgruppe Mitte im Juli 1941 schon 324.000 Gefangene. Die in deutsche Gefangenschaft geratenen Soldaten und Offiziere der Roten Armee waren im Gegensatz zu den Kriegsgefangenen anderer Nationen völlig rechtlos. Sie bekamen geringere Verpflegungsrationen und hatten keinen Zugang zu Hilfssendungen des Roten Kreuzes. Für ihre Unterbringung wurden sogenannte Russenlager eingerichtet. Ab Herbst 1941 nahmen auch reguläre Kriegsgefangenenlager gefangene Rotarmisten auf.
Da die meisten Deutschen im Kriege waren, wurden die von der deutschen Wehrmacht als arbeitsfähig eingestuften sowjetischen Kriegsgefangenen im ganzen Deutschen Reich von 1939 bis 1945 an Arbeitskommandos verteilt. In Mecklenburg-Vorpommern existierten während des Zweiten Weltkrieges drei Kriegsgefangenenlager für Soldaten und Unteroffiziere (Mannschaften-Stammlager), Stalag II A in Neubrandenburg, Stalag II C in Greifswald und Stalag II E in Schwerin. Firmen, Gemeinden und landwirtschaftliche Betriebe beantragten Arbeitskräfte bei den Arbeitsämtern und erhielten diese aus den Kriegsgefangenenlagern.
Auch bei der Staatlichen Gutsverwaltung im Klosteramt Dobbertin wurden 1941 zuerst noch kriegsgefangene Franzosen beschäftigt. Durch das Arbeitsamt Schwerin, Nebenstelle Parchim, hatte man diese an die Industrie abgeben müssen und erhielt dafür am 27. März 1942 von den 25 beantragten kriegsgefangenen Russen nur 14 Stück. Dazu wurde von der Gutsverwaltung in Dobbertin ein neues Russenlager im früheren Müller-Wohnhaus hergerichtet. So im Wirtschaftsbericht 1942 des Gutsinspektors Adolf Rode von der Staatlichen Gutsverwaltung Dobbertin vermerkt.
Die russischen Kriegsgefangenen hatten es dort meist gut. Obwohl verboten, aßen sie auch gemeinsam. Im Wirtschaftsbericht 1943 waren im Bestand 20 kriegsgefangene Russen, doch Ende 1943 wurden 5 Gefangene an die Zuckerfabrik Lübz abgegeben und zwei kriegsgefangene Russen wegen Krankheit ins Lazarett überführt. Durch die Vermittlung der Kreisbauernschaft kamen im Februar 1944 weitere vier Russen hinzu, von denen einer im Dezember 1944 ins Lazarett überführt wurde. Schon im März 1944 befand sich die Dobbertiner Gutsverwaltung durch den Abzug von 10 Kriegsgefangenen durch das Arbeitsamt Parchim in einer Notlage, wie der Gutsinspektor Rode berichtete. Dobbertin ist mit dem Kloster und all den vorhandenen hilfsbedürftigen Einwohnern sowie aller umquartierten Flüchtlingen und Bombengeschädigten und das vorhandene Mütterheim (Entbindungsstation für Flakhelferinnen von der Ostsee) eine Ausnahme im ganzen Lande, ich bitte bedenken zu wollen, dass mit dem Abzug der 10 Russen hier in Dobbertin eine außergewöhnliche Notlage entstehen wird.
Die sowjetischen Kriegsgefangenen und Zivilrussen kamen schubweise an und verließen nach der Entlausung das Kloster Dobbertin und nach der Überprüfungszeit auch das Repatriierungslager, so dass neue nachrücken konnten. Von den Heimkehrern kamen viele wieder in die Rote Armee oder wurden in Arbeitsbataillone gesteckt. Ein kleiner Teil wurde verurteilt und in stalinistische Gulags nach Sibirien verbracht. Das Lager am Hellberg bestand nur bis zum Herbst 1945 und wurde im Sommer 1946 der Stadt Goldberg übergeben. Die 273 Baracken wurden nach und nach beräumt, wohl auf Abbruch als Brennholz. Im August 1946 war von den vielen Baracken nichts mehr zu sehen.

### Damalige Verhältnisse
Auch nach Goldberg kamen im Juni 1940 schon die ersten französischen Kriegsgefangenen vom Westfeldzug. Sie waren im Wohnhaus der chemischen Fabrik untergebracht, mussten sich jeden Morgen auf dem Schützenplatz versammeln und gingen dann zu den angewiesenen Arbeitsstellen. Das waren meist private Unternehmungen, Bäckerei etc. Bewacht wurden die Franzosen eigentlich gar nicht und lebten hier sehr gut.
Weshalb dieses große Repatriierungslager Nr. 217 der SMAD gerade am Hellberg stationiert war, ist bisher nicht bekannt. Es gab aber in Goldberg und im benachbarten Dobbertin sowjetische Kommandanturen. In Goldberg war als deren Sitz das Amtsgerichtsgebäude ausgewählt worden, einschließlich der Häuser Parkstraße, Schulstraße und Hoher Wall; dort befanden sich Schlagbäume. Die Bewohner mussten binnen 24 Stunden die Häuser verlassen. Dass die Russen in Goldberg eine Woche lang plündern konnten, hatte einen Grund: Obwohl man bereits die weißen Fahnen gehisst hatte, als ein sowjetischer Trupp aus Richtung Dobbertin anmarschierte, wurde in der Güstrower Straße von oben aus dem Fenster auf die Truppe geschossen. Infolgedessen kam es zu Plünderungen in jedem Haus. Die meisten Goldberger flohen zum Buchholz oder versteckten sich anderswo. 1946 verließ die Kommandantur Goldberg, so dass im Oktober die Schule wieder beginnen konnte (das Schulhaus gehörte auch dazu). In Dobbertin war die Kommandantur in der Wohnung der Amtsbäckermeister Ernst Müller im Kloster stationiert.
Die sowjetischen Soldaten hatten das gesamte Gebiet des Klosters Dobbertin beschlagnahmt. Am 3. Mai 1945 hatte man das Kloster innerhalb von zwei Stunden geräumt, nur die Klosteramtsbäckerei und Klostergärtnerei durften zur Versorgung der Truppen bleiben. Die Kampftruppen wurden durch Besatzungstruppen abgelöst. Noch Anfang Mai 1945 hatte man hinter der Klosterkirche ein großes Durchgangs-, Entlausungs- und Einkleidungslager geschaffen, wo viele zehntausende sowjetische Kriegsgefangene, Zivilrussen und Letten versorgt und durchgeschleust wurden.
Der in Dobbertin lebende letzte Zeitzeuge Kurt Müller, Sohn des damaligen Klosteramtsbäckermeisters Ernst Müller, kannte noch die Standorte der Desinfektionsanlage und der offenen Latrinen im Klosterpark. Doch woher kamen die Menschen und wohin wurden sie gebracht?
Nach einem Lagebericht des Kölner Flüchtlingspfarrer Carl Köhler vom 31. August 1945 an den Oberkirchenrat in Schwerin sollen in den vier Monaten ca. 82 000 (?) Menschen dort abgefertigt worden sein. Diese Zahlen können zwar nicht belegt werden, doch die Desinfektionsanlage hatte nachweislich bestanden.
Zur kulturellen Betreuung hatte auf dem Platz vor der Kirche eine große Freilichtbühne errichtet.
Die Besatzungstruppen blieben in Dobbertin länger als in Goldberg, aber nur bis Anfang 1947; denn im Frühjahr 1947 war der Dobbertiner See zugefroren und auch die Goldberger kamen zum Plündern. Der Zieglermeister Robert Schramm wurde am 2. Mai 1945 auf der Ziegelei erschossen. Mit einem anderen Goldberger wurde er hinter dem Zieglerhaus begraben und im Mai 1946 auf den Goldberger Friedhof umgebettet.
Der Leiter der Abteilung Kommandanturdienst der Sowjetischen Militäradministration in Deutschland erließ am 8. August 1945 einen Befehl an alle Militärkommandanten der Städte und Kreise der Provinz [sic] Mecklenburg und Vorpommern:

„Da einige kleine Gruppen von Repatrianten sowie einzelne Personen während des Transportes in die Heimat versuchen, auf dem deutschen Territorium zu bleiben, befehle ich: alle solche Personen aufzudecken und an Sammel- und Verschickungspunkte der Armee zu überstellen.
Alle Repatrianten, die an den Militärkommandanturen beschäftigt sind, sind ebenfalls an die Sammel- und Verschickungspunkte der Armee zu übergeben.
Die Meldungen über die überstellten Personen sind ab dem 9. August 1945 alle fünf Tage zu erstatten.
Der Grund: Direktive Nr. 1 / 03928 der Verwaltung Kommandanturdienst der SMAD vom 4.8.1945.“

Im Wald der Schwinzer Heide nahe der Ortschaft Kleesten wurden fünf geflohene Soldaten und ein Offizier erschossen und Jahre später auf dem Friedhof zu Kirch Kogel bestattet.

### Spätere Nutzung des Geländes

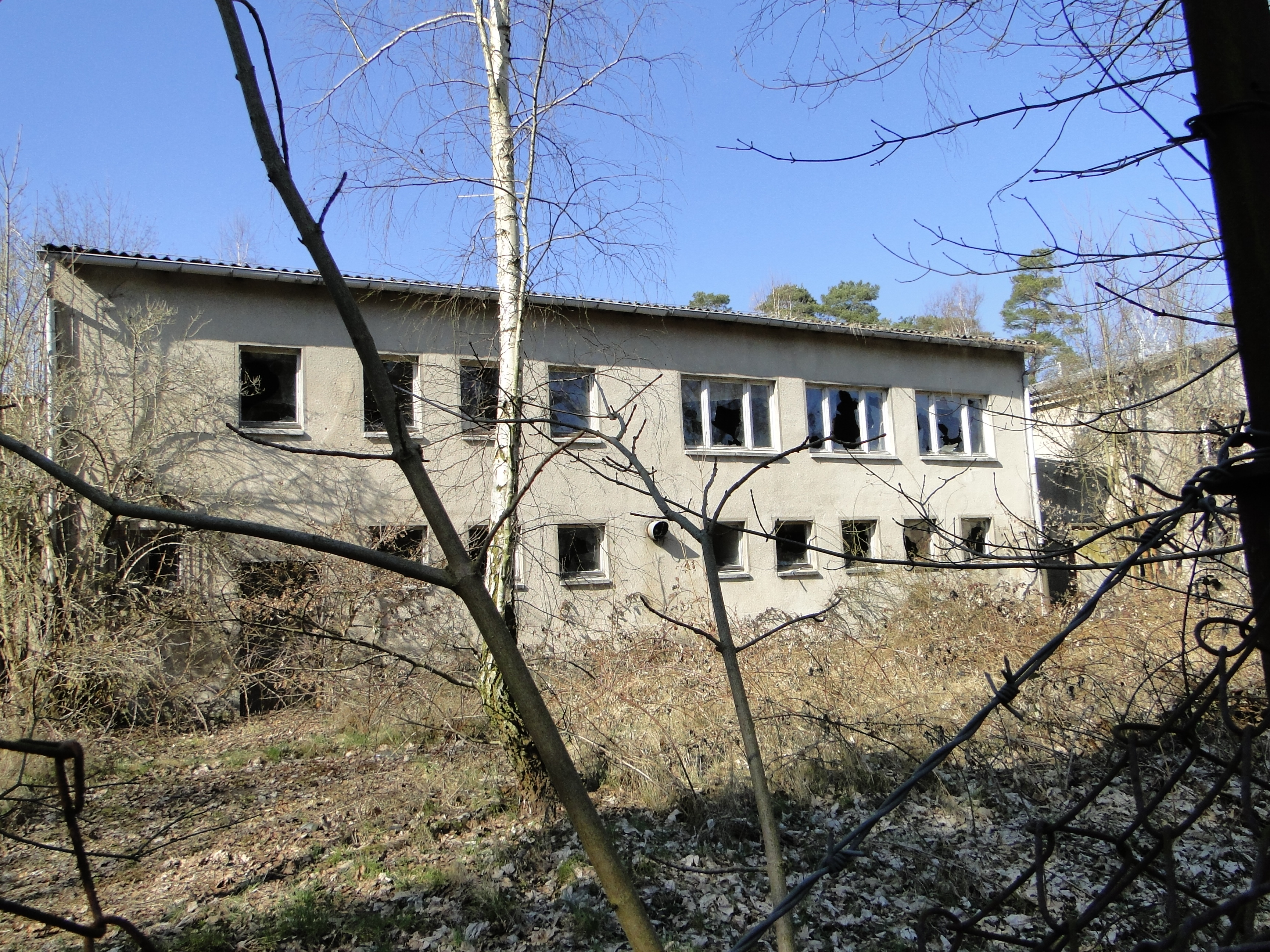
Ehemalige Artur-Becker-Kaserne der NVA (2012)

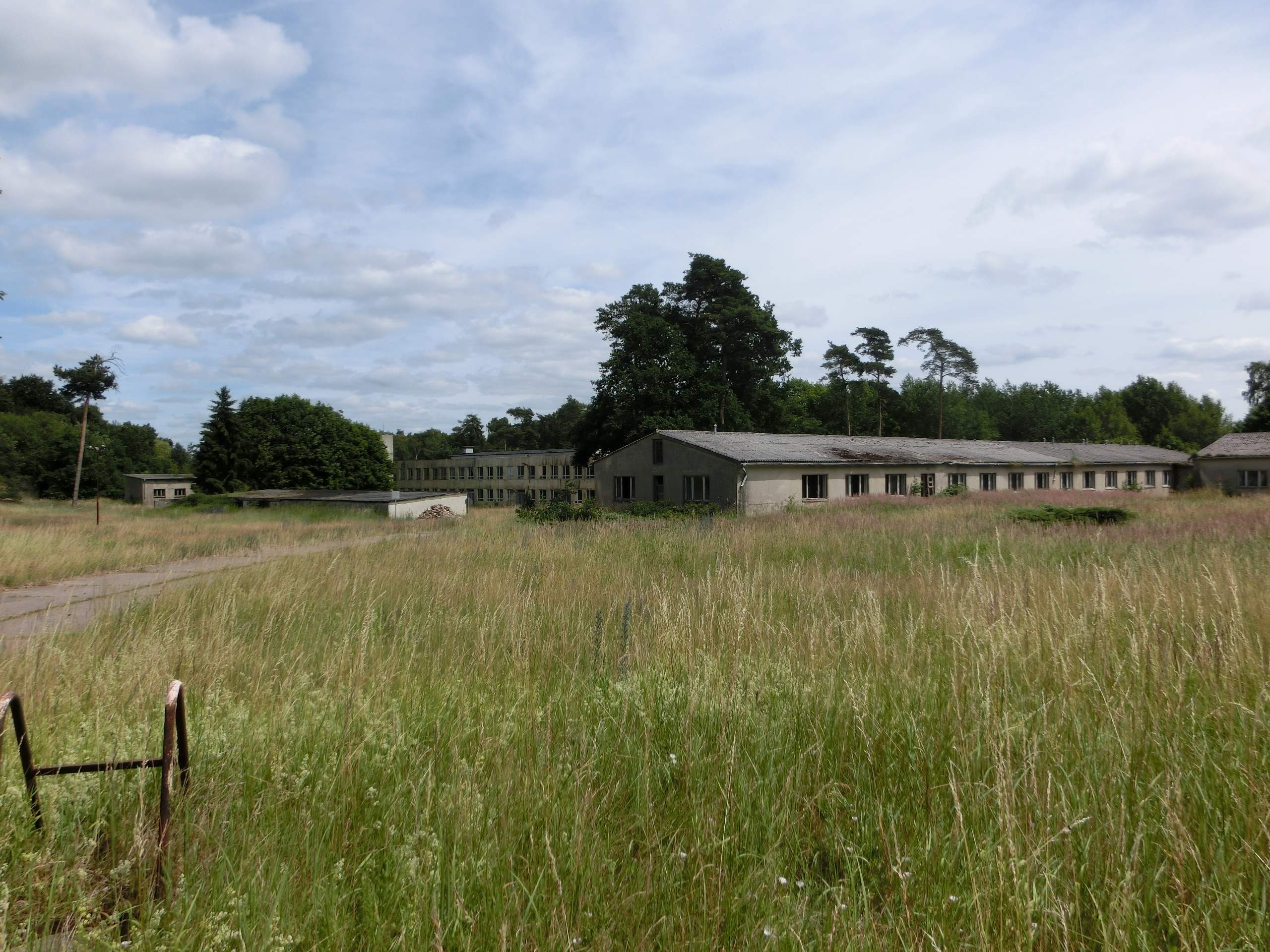
Ehemalige NVA-Kaserne (2017)

Auf der Brache errichtete die Nationale Volksarmee ab 1962 zahlreiche Kasernengebäude. Als Garnison nahm Goldberg einen großen Aufschwung. Seit der Wiedervereinigung und der Auflösung der NVA stehen die Gebäude leer und verfallen.

### Ungedruckte Quellen
Landeshauptarchiv Schwerin (LHAS)
- LHAS 5.12-4/2 Ministerium für Landwirtschaft, Domänen und Forsten. Nr. 8607 Wirtschaftsberichte der Staatlichen Gutsverwaltung Dobbertin 1939–1945. Nr. 8624 Die Staatliche Gutsverwaltung Dobbertin.

Landeskirchliches Archiv Schwerin (LKAS)
- LKAS, OKR Schwerin, Dobbertin, Prediger, Band 2, 1945–1998.